# Kekkari
Kekkari är en fjärd i Finland. Den ligger i landskapet Egentliga Finland, i den sydvästra delen av landet, 170 km väster om huvudstaden Helsingfors. 
Kekkari avgränsas av Sakoluoto i sydväst, Iso Maisaari i norr, Airismaa i sydöst och Väliluoto i söder. Den ansluter till Päiväsalmi i väster och Itäpäänrauma i öster.